# Durio wyatt-smithii
Durio wyatt-smithii là một loài thực vật có hoa thuộc họ Malvaceae, trước đây xếp trong họ Bombacaceae. Loài này được André Joseph Guillaume Henri Kostermans mô tả khoa học đầu tiên năm 1958.. Loài này chỉ có ở Malaysia bán đảo.